# カルピスソーダ
カルピスソーダ（CALPIS SODA）は、カルピス株式会社（二代目法人）が製造し、アサヒ飲料が販売する乳清炭酸飲料。
キャッチコピーは「のどごし、すっきり!」
。

## 概要
濃縮タイプの乳酸飲料であるカルピスは家庭内での需要が中心であった。しかし自動販売機の普及や生活様式の変化などから戸外でも手軽に飲める商品が求められていた。
缶入り飲料として開発の際、単純に水で割っただけでは長期保存時に品質が劣化するため、炭酸入りでの発売となった。
1972年に中京地区でカルピコ・プラムソーダを試験販売する。
1973年4月にカルピコ・グレープフルーツ味を全国販売。
「カルピスソーダ」はカルピス食品工業の主力製品の名前が入ることから、発売時期や方法は慎重に検討された。当初はカルピス食品工業の特約店ルートでの販売が検討されたが、そこへ伊藤忠商事から子会社にしてペプシコーラのフランチャイジーである日本飲料と、伊藤忠飲料がカルピスソーダの原液を購入し、自分たちの技術指導の元瓶入り商品として売り、かつ日本全国のペプシコーラのボトラーから発売したいという申し出が寄せられた。 その後も検討が重ねられ、まず1973年4月より250ml缶を特約店ルート経由で首都圏で発売した。 次いで1973年7月にカルピス食品工業は伊藤忠商事との業務提携を発表した。 
「カルピスソーダ」の原液は山口県にある日本果実工業の建物の一部を借りて製造することにした 。
さらに、1974年2月にはペプシコーラのボトラー向けに「カルピスソーダ」の原液の供給をはじめ、これにより同年3月からペプシルートが確立した。 
当初は山口県から各ボトラーへ原液がタンクローリーで運ばれていたが、1974年10月にカルピス食品工業の相模工場に原液の製造設備を整え、翌年からは相模工場から各ボトラーに配送された。 
なお、山口工場では日本果実工業で生産される「カルピスソーダ」向けの原液のみ生産されることとなった。 
カルピスソーダは自動販売機の普及とともに売り上げをのばした。その後、オレンジやイチゴやメロンやコーラなどの味をつけたカルピスソーダも発売された。
好調な売れ行きをうけ、他社（日本コカ・コーラ）からもアンバサ・サワーホワイトなどの追随商品を生んだ。
1973年の発売以降、戸外で飲めるカルピスとして広く親しまれたカルピスソーダも、1991年にカルピスウォーター が発売され大ヒット商品となると主役の座をそちらに奪われる形となった。

## 年表
- 1973年 - カルピス食品工業（当時）よりカルピスソーダ（250ml缶）首都圏限定発売。翌年から全国発売。
- 1979年 - カルピスソーダ・オレンジ、グレープフルーツ（250ml缶）が発売された。
- 1981年 - テレビCMに薬師丸ひろ子を起用。同年公開された薬師丸主演映画『ねらわれた学園』に関連シーンがある。
- 1982年 - テレビCMに三田寛子を起用、三田の歌うCMソング『駈けてきた処女』もヒットした。カルピスソーダ・プラム（250ml缶）発売。
- 1983年
  - CMタレントが松尾久美子に交代、セーラー服姿からカルピスソーダの水玉模様の衣装に変身する内容のテレビCMが放映された。
  - カルピスソーダ300ml缶発売。
  - カルピスソーダ・メロンフルーツパンチ（300ml缶）発売。
- 1984年 - CMタレントが伊藤麻衣子（現・いとうまい子）に交代、彼女が外国人の少年にバケツの水をかけられるという内容のテレビCMが放映された。
- 1987年 - この年カルピスが発売したオリゴCCがヒットし、相乗効果でカルピスソーダの売り上げも前年比40%増となる。カルピスソーダ・いちご、メロン、青リンゴ（300ml缶）発売。
- 1989年 - カルピスソーダ、コーラ、グレープ、イチゴ、メロン、オレンジ（350ml缶）発売。
- 1991年 - カルピスウォーターが発売され大ヒット。カルピスソーダ・アセロラ（350ml缶）発売（1986年にニチレイが発売し、定番商品化しつつあった「ニチレイ・アセロラドリンク」を受けて）。
- 1996年 - やわらかカルピスソーダ、グレープ、オレンジ、コーラ（350ml缶）発売。この年の清涼飲料市場は微炭酸ブームであった。
- 2008年 - カルピスソーダ ゼロリフレッシュ（500mlPET）発売。ノンカロリータイプは2000年代初旬頃から発売していたが[2]、初めて名称に「ゼロ」が入った。
- 2009年 - カルピスソーダ ジンジャーゼロカロリー（500mlPET）発売。
- 2013年 - テレビCMにGReeeeNを起用。
- 2014年 - テレビCMに山本裕典を起用。
- 2015年 - テレビCMに岡田将生を起用。
- 2016年 - アサヒグループの飲料事業再編で、カルピスソーダなどカルピス社の全商品の販売元がアサヒ飲料に移管される。
- 2016年 - テレビCMに渡辺大知を起用。
- 2021年 - 「カルピスソーダ 至福の時間」のシリーズ展開をスタート。1月に発売されたレモンが第1弾である。
- 2022年 - テレビCMに長澤まさみを起用。
- 2025年‐人工甘味料を使わず、砂糖類を使用した商品に生まれ変わった。

### カルピスソーダ学園シリーズ
- 2008年 - 2009年 - 男子新体操部編[3] - 演・柏高等学校吹奏楽部
- 2010年 - 拳法部編
- 2011年 - 吹SODA楽部編[4] - 演・柏高等学校吹奏楽部
- 2012年 ～ - 宇宙部編（演・和歌山桐蔭高校科学部）